# Кохановський Василь Степанович
Василь Степанович Кохановський (нар. 28 жовтня 1974) — український футболіст, що виступав на позиції нападника. Відомий за виступами в луцькій «Волині» у першій українській лізі, виступав також за футзальний клуб вищої ліги зі Львова «Україна». По закінченні кар'єри футболіста — український футбольний функціонер, працював головою Луцької міської федерації футболу та заступником голови Волинської обласної федерації футболу.

## Футбольна та футзальна кар'єра
Василь Кохановський розпочав свою кар'єру гравця виступами за львівський футзальний клуб вищої ліги «Україна», у якому зіграв 1 матч у 1995 році. У сезоні 1997—1998 років футболіст грав за аматорський клуб «Явір» із Цумані, і після успішних виступів на обласній та всеукраїнській аматорській арені Кохановський отримав запрошення до головної команди області — луцької «Волині», яка на той час грала в першій українській лізі. У першому ж сезоні, який, щоправда став для луцької команди майже провальним, оскільки лише в останньому турі команда врятувалась від вильоту в нижчий дивізіон, Василь Кохановський став одним із основних гравців атакуючої ланки «Волині» та одним із найкращих її бомбардирів. відзначившись у 20 зіграних матчах 4 забитими м'ячами. Наступного сезону футболіст і далі був одним із гравців основного складу, проте відзначитись забитим м'ячем у 22 зіграних матчах йому не вдалось. хоча й у наступному сезоні Кохановський був одним із основних футболістів команди, зігравши 32 матчі, проте в середині сезону 2001—2002 гравець покинув луцький клуб, що завадило йому отримати золоті медалі переможця турніру першої ліги. На початку 2002 року Василь Кохановський грав у складі аматорської команди «Іква» з Млинова, а на початку 2003 року зіграв 6 матчів за першоліговий клуб «Сокіл» із Золочева, де виступав із своїм колишнім партнером по «Волині» Валентином Ткачуком. Улітку 2003 року Кохановський зіграв 3 матчі за друголігову команду «Севастополь» з однойменного міста, після чого протягом двох років грав за аматорську команду із Здолбунова «Волинь-Цемент», після чого завершив футбольну кар'єру.

## Кар'єра футбольного функціонера
По завершенню виступів на футбольних полях Василь Кохановський став футбольним функціонером. Кохановський працював головою Луцької міської федерації футболу, а також працює заступником голови Волинської обласної федерації футболу.